# Robert Reich

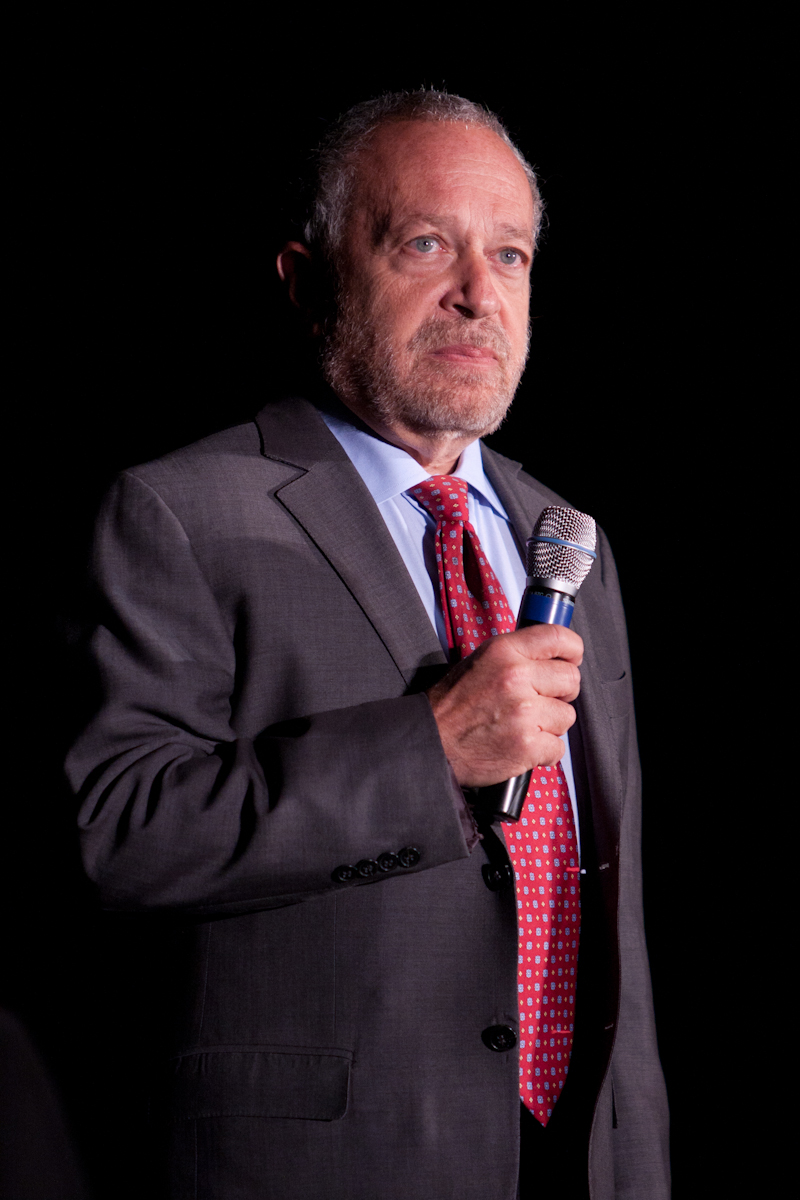
Robert Reich a la Universitat d'Iowa, el 7 de setembre de 2011.

Robert Bernard Reich (n. 24 de juny de 1946, Scranton, Pennsilvània) és un economista, professor universitari, columnista, comunicador i polític estatunidenc. Va ser Secretari de Treball dels Estats Units durant el govern de Bill Clinton entre 1993 i 1997, i va formar part del consell assessor de transició econòmica del president Barack Obama l'any 2008.

## Estudis
Va estudiar a la John Jay High School, a Cross River, Nova York. L'any 1968, va obtenir la llicenciatura en el Dartmouth College i va rebre una Beca Rhodes per estudiar a la Universitat d'Oxford, on es va graduar en Filosofía, Política i Economía. Posteriorment va obtenir el doctorat a la Yale Law School, on va ser editor del Yale Law Journal.

## Vida professional
És professor de Política Pública de l'Escola Goldman de la Universitat de Califòrnia a Berkeley. Anteriorment va ser professor de la Escola de Govern John F. Kennedy de la Universitat Harvard i professor de Política Econòmica i Política Social de l'Escola Heller de Política Social i Gestió de la Universitat de Brandeis. Ha destacat com columnista a The New Republic, Harvard Business Review, The Atlantic, The New York Times, Huffington Post, The American Prospect i The Wall Street Journal. És comentarista de diversos programes de televisió i de ràdio.

## Idees
En el seu llibre El Treball de les Nacions (1991) argumenta que la competitivitat d'una nació depèn de l'educació i les habilitats de la seva gent, en connexió amb les infraestructures i no de la rendibilitat de les empreses. Afirma que el capital privat és cada vegada més global i sense obstacles per moure's, mentre que el capital humà d'un país constitueix el recurs del qual depèn el futur nivell de vida d'una nació. Defensa també que s'han d'oferir als treballadors més oportunitats d'aprenentatge de les noves tecnologies.
Considera que per reactivar l'economia és necessari un pressupost d'inversió pública, diferent del pressupost de despeses corrents. Assenyala que "els estudis demostren que la inversió pública en infraestructures genera un retorn de 1,92 dòlars per cada dòlar invertit". "El rendiment de l'educació en la primera infància pot estar entre el 10 i el 16 per cent i el 80 per cent dels seus beneficis van al ciutadà comú. Es poden destinar més diners a noves inversions públiques sempre que el rendiment esperat sigui més gran que el seu cost.
En resposta a una pregunta sobre què recomanar al president respecte a un ingrés just i sostenible i la distribució de la riquesa, Reich va dir que cal un complement salarial per a les persones de menors ingressos, i finançar-lo amb un major impost sobre la renda marginal del cinc per cent a llarg termini; invertir més en educació a les comunitats de baixos ingressos, començant per l'educació de la primera infància fins a l'educació superior. "Els impostos són el preu que paguem per una societat civilitzada".
En el seu llibre Supercapitalism (2007) va sostenir que la competència empresarial, impulsada pels consumidors i els inversors, porta a les empreses a buscar les millors condicions possibles en qualsevol part del món, el que està generant greus problemes socials que els governs no volen afrontar, perquè les grans  corporacions i firmes de Wall Street tracten d'aconseguir també un avantatge competitiu per mitjà de la política i així ofeguen les veus dels ciutadans comuns. La resposta ha de ser mantenir a les empreses centrades en produir més i millors béns i serveis, fora de la política. La "responsabilitat social corporativa" hauria de ser essencialment abstenir-se de les activitats que perjudiquen la democràcia.
Reich està a favor del sindicalisme i opina que "la sindicació no és només bona per als treballadors, la sindicació és molt important per a l'economia en general".

## Llibres
- 2015: Saving Capitalism: For the many, not the few ISBN 978-0385350570
- 2012: Beyond Outrage: What has gone wrong with our economy and our democracy and how to fix it ISBN 978-0345804372
- 2010: Aftershock: The Next Economy and America's Future ISBN 978-0-307-59281-1
- 2007: Supercapitalism: The Transformation of Business, Democracy, and Everyday Life ISBN 0-307-26561-7
- 2004: Reason: Why Liberals Will Win the Battle for America ISBN 1-4000-7660-9
- 2002: I'll Be Short: Essentials for a Decent Working Society ISBN 0-8070-4340-0
- 2000: The Future of Success: Working and Living in the New Economy ISBN 0-375-72512-1
- 1997: Locked in the Cabinet ISBN 0-375-70061-7
- 1991: The Work of Nations: Preparing Ourselves for 21st Century Capitalism ISBN 0-679-73615-8 (en castellà: El trabajo de las naciones: hacia el capitalismo del siglo XXI Javier Vergara, 1993. ISBN 950151305X)
- 1990: Public Management in a Democratic Society ISBN 0-13-738881-0
- 1990: The Power of Public Ideas (editor) ISBN 0-674-69590-9
- 1989: The Resurgent Liberal: And Other Unfashionable Prophecies ISBN 0-8129-1833-9
- 1987: Tales of a New America: The Anxious Liberal's Guide to the Future ISBN 0-394-75706-8
- 1985: New Deals: The Chrysler Revival and the American System (amb John Donahue) ISBN 0-14-008983-7
- 1983: The Next American Frontier ISBN 0-8129-1067-2
- 1982: Minding America's Business: The Decline and Rise of the American Economy (amb Ira Magaziner) ISBN 0-394-71538-1

## Reconeixements
L'any 2003 fou guardonat amb el premi Vize 97 de la Fundació Václav Havel, pels seus escrits sobre economia i política.
L'any 2008 la revista Time el va incloure a la llista dels "deu millors ministres del gabinet de govern del segle XX" i The Wall Street Journal el va incloure a la llista dels pensadors econòmics més influents.
El documental Inequality for All ("Desigualtat per a tothom") de Robert Reich i Jacob Kornbluth va guanyar un premi especial en el Festival de Cinema de Sundance de 2013.